# Sparlösa
Sparlösa is een voormalig kerkdorp in de gemeente Vara in de Zweedse provincie Västra Götalands län. Het ligt aan de noordzijde van het dorp Stommen langs de weg tussen Vara en Täng. De aanduiding bestaat eigenlijk alleen uit de Kerk van Sparlösa en de openbare tuin met die naam (Sparlösa Trädgård).
Sparlösa is voornamelijk bekend vanwege de runensteen en vanwege het feit dat het vroeger een kerkgemeente naar zich genoemd had.